# Jim Sharkey
Jim Sharkey (Glasgow, 12 de febrero de 1934 - Cambridge, 19 de octubre de 2014) fue un futbolista británico que jugaba en la demarcación de delantero.

## Biografía
Debutó como futbolista en octubre de 1955 con el Celtic FC tras haberse formado en el Haverhill Rovers y en el Rutherglen Glencairn. Jugó con el club un total de tres temporadas, llegando a ganar la Copa de la Liga de Escocia en su último año con el club. Posteriormente firmó por el Airdrieonians FC de la mano de Willie Steel. Finalmente, y tras jugar en el Raith Rovers FC y en el Cambridge United FC, se retiró como futbolista en 1963. Tras su retiro se convirtió en el conserje del Pembroke College de Cambridge.
Falleció el 19 de octubre de 2014 en Cambridge a los 80 años de edad.

## Clubes
| Club                | País       | Año         | Partidos | Goles |
| ------------------- | ---------- | ----------- | -------- | ----- |
| Celtic FC           | Escocia    | 1955 - 1957 | 23       | 8     |
| Airdrieonians FC    | Escocia    | 1957 - 1961 | 97       | 30    |
| Raith Rovers FC     | Escocia    | 1961 - 1962 | 3        | 0     |
| Cambridge United FC | Inglaterra | 1962 - 1963 | ¿?       | ¿?    |

## Palmarés

### Campeonatos nacionales
| Título                     | Club      | País    | Año  |
| -------------------------- | --------- | ------- | ---- |
| Copa de la Liga de Escocia | Celtic FC | Escocia | 1957 |